# 連合王国の戴冠宝器

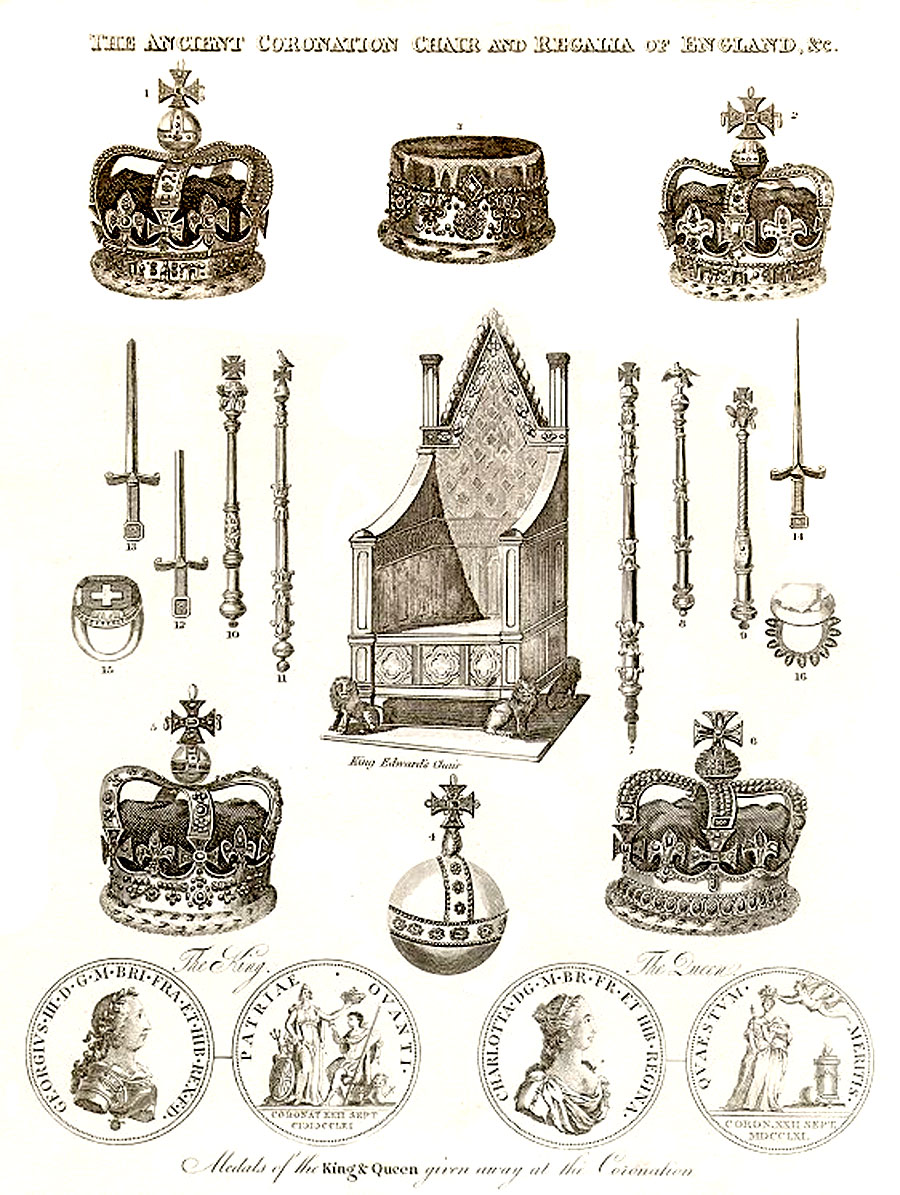
Coronation Chair and Regalia of England

イギリスにおける戴冠宝器（たいかんほうき：Crown Jewels）は、141点にわたる歴史的な儀式用の物品で、イギリス王の戴冠式において用いられるレガリアや祭服も含まれる。より具体的には、聖エドワード王冠を中心とする王冠、(鳩もしくは十字架の)王笏、宝珠、剣（カーテナなど）、指輪、聖油を入れる容器と聖別のためのスプーン、拍車、Colobium sindonis(王妃が着るドレス)、ダルマティカ、Armill(ブレスレット)、ローブまたはイス(玉座)、その他式典に際して着込む物がある。

## 歴史

### 最古の歴史
イギリスのレガリアの最古の使用は、ディール,ケント (Deal,_Kent) で1988年の考古学者に発見された"ミルヒル戦士"墓内部の『ブロンズ王冠、剣、鞘、ブローチや儀礼用盾』から紀元前200〜150年頃であるとされている。さらにノーフォーク地方イーリーとセットフォード近郊 (Hockwold cum Wilton) で『多くのサークレットと顔の装飾がなされた青銅製の王冠』が見つかった。

## 参考資料
1. ↑  Official Royal Family website: the Crown Jewels http://www.royal.gov.uk/The%20Royal%20Collection%20and%20other%20collections/TheCrownJewels/Overview.aspx
2. ↑  Parfitt, Iron Age Burials from Mill Hill, Deal, and Keith Parfitt, personal communication, January 2009